# Phoberomys
Genre
Phoberomys est un genre fossile de rongeurs de la famille des Neoepiblemidae qui vivait en Amérique du Sud au Miocène supérieur et peut-être au Pliocène. Phoberomys est considéré comme le deuxième plus grand rongeur de tous les temps, derrière le genre Josephoartigasia.

## Description
L'espèce Phoberomys pattersoni, trouvée dans la formation d’Urumaco, dans l’ancien delta de l’Orénoque, au Venezuela, vivait il y a environ 8 millions d’années. C’est un rongeur géant, qui atteignait 3 m de long, plus 1,5 m de queue, et pesait environ 700 kg. L’espèce argentine Phoberomys burmeisteri est probablement encore plus grande, mais seuls des restes fragmentaires ont été trouvés.

## Aire géographique
Des fossiles de Phoberomys datés du Miocène supérieur ont été découverts dans la formation d'Ituzaingó en Argentine, la formation de Solimões au Brésil, la formation d'Urumaco au Venezuela, et peut-être dans un gisement Pliocène du Pérou.

## Liste des espèces
Deux espèces sont reconnues valides à ce jour, et peut-être une troisième.
- Phoberomys burmeisteri (Ameghino, 1886), avec pour synonymes :
  - Phoberomys insolita (Kraglievich, 1926)
  - Phoberomys lozanoi (Kraglievich, 1940)
  - Phoberomys praecursor Kraglievich, 1932
- Phoberomys pattersoni Bondesio & Bocquentin-Villanueva, 1988
- Phoberomys bordasi Patterson, 1942 (discutée)

## Systématique
Le nom valide complet (avec auteur) de ce taxon est Phoberomys Kraglievich (d), 1926.